# معالجة الغاز الطبيعي

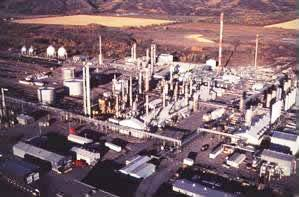
منشأة لمعالجة الغاز الطبيعي.

معالجة الغاز الطبيعي هي مجموعة من العمليات الإنتاجية يتم فيها تنقية الغاز الطبيعي الخام بعد استخراجه من آبار الغاز ودفعه للسطح بواسطة الزيوت. بعد معالجته يكوّن غاز الميثان جلّ محتوى الغاز الطبيعي والذي تصبح خصائصه عند ذلك مختلفة إلى حد كبير عن خصائص الغاز الخام. يستخدم الغاز الطبيعي المعالج كوقود للاستهلاك السكاني والتجاري والصناعي.
بالإضافة إلى الميثان (CH4)، وهو أخف الهيدروكربونات وأقصرها، يحتوي الغاز الطبيعي الخام على كميات مختلفة من المركبات التالية:
- هيدروكربونات غازية أثقل كالإيثان (C2H6)، والبروبان (C3H8)، ومركبات ذات كتل جزيئية أثقل. بعد معالجة الغاز الخام وتنقيته تجمع كل تلك المركبات كمنتج ثانوي ويطلق عليها اسم الغاز الطبيعي المسال.
- غازات حامضية كثاني أكسيد الكربون (CO2) وكبريتيد الهيدروجين (H2S) وبعض المركبتانات مثل الميثان ثيول (CH3SH) وإيثان ثيول (C2H5SH).
- غازات أخرى: كالنيتروجين (N2) والهيليوم (He).
- الماء: على شكل بخار الماء والماء السائل.
- هيدركروبونات مسالة: مثل متكثف الغاز الطبيعي (والذي يعرف أحيانا بالبنزين الطبيعي) والنفظ الخام.
- الزئبق: قد يوجد الزئبق بكميات ضئيلة جدا معظمه بهيئته الخامة، وقد يكون متحدا مع الكلور ومركبات أخرى.[1]

قبل نقله يجب أن ينقى الغاز الطبيعي الخام ليوافق المعايير المحددة من قبل شركات النقل والتوزيع عبر خطوط الأنابيب. وتختلف تلك المعايير بين خطوط النقل بناء على مواصفات الأنابيب المستخدمة والأسوق المستهدفة. بشكل عام، تحدد المعايير مواصفات الغاز من الجوانب التالية:
- أن يحقق قيمة حرارية معينة. ففي الولايات المتحدة مثلا، ينبغي أن تكون تلك القيمة بحدود 41 ± 5% ميغا جول لكل متر مكعب من الغاز عند 1 ضغط جوي و 0 درجة مئوية.
- أن تكون درجة حرارته عند التسليم أعلى من درجة ندى الهيدركربون لذلك الغاز، والتي تتكثف بعدها بعض الهيدركربونات في الغاز تحت الضغط الكائن في خطوط النقل مما قد يؤذي أنابيب النقل.
- أن تكون خالية من الدقائق الصلبة وحبيبات الماء السائل لتفادي التعرية والتآكل والأضرار الأخرى التي قد تسببها للأنابيب.
- أن تكون مجففة من الماء بشكل كافي لتفادي تشكل مركبات الميثان المائية سواء في منشأة المعالجة أو في خطوط النقل.[2][3]
- أن تكون نسبة كبريتيد الهيدروجين وثاني أكسيد الكربون والمركبتانات والنيتروجين وبخار الماء ضئيلة جدا.
- أن تكون نسبة الزئبق تحت النسبة الممكن قياسها (تقريبا 0.001 جزء حجمي لكل مليار جزء من الغاز) وذلك لتجنب الإضرار بالمعدات في منشأة المعالجة وفي خطوط النقل بسبب ما يحدثة الزئبق من التغام وهشاشة للألمنيوم والمعادن الأخرى.[1][4][5]

## منشأة معالجة الغاز الطبيعي
تتعدد طرق ترتيب وحدات المعالجة المختلفة المستخدمة في معالجة الغاز الطبيعي الخام. ويعطي المخطط البياني المرفق في الأسفل التوزيع العام المستخدم عادة في عمليات معالجة الغاز المستخرج من آبار مستقلة. ويبين المخطط كيف تتم معالجة الغاز حتى يصل إلى الأنابيب المخصصة لإيصال إلى سوق الاستهلاك. كما يوضح المخطط كيفية الحصول على المنتجات الثانوية التالية من عملية المعالجة:
- الغاز الطبيعي المتكثف.
- الكبريت
- الإيثان
- الغاز الطبيعي المسال (المتكون من البروبان والبنتان والهيدركربونات الأثقل والتي يشار إليها عادة بصيغة C5+).

عادة ما يجمع الغاز الطبيعي الخام من عدة آبار متجاورة حيث يتم تخليصه من الماء السائل الحر ومن متكثف الغاز الطبيعي. الماء المستخلص يتم التخلص منه كمياه عادمة، أما متكثف الغاز فيرسل إلى محطات تنقية النفط. بعد ذلك، يساق الغاز بواسطة الأنابيب إلى منشأة معالجة الغاز حيث تبدأ المعالجة عادة بإزالة الغازات الحامضية (كبريتيد الهيدورجين وثاني أكسيد الكربون). ومع أن هنالك العديد من العمليات الصناعية المتوفرة لهذه الغاية إلا أن المعالجة الأمينية هي الأكثر استخداما. لكن في السنوات العشر الأخيرة ظهرت عملية تستخدم الأغشية النافذة المصنوعة من المبلمرات تلاقي قبولا في المنشآت حيث تستخدم لإزالة الماء وثاني أكسيد الكربون وكبريتيد الهيدروجين من الغاز.
ترسل الغازات الحامضية المستخلصة من الغاز إلى وحدة معالجة الكبريت التي تحول كبريتيد الهيدروجين الموجود في الغاز الحامضي إلى عنصر الكبريت. يمكن تحقيق ذلك بطرق مختلفة أكثرها شيوعا هو وحدة كلاوس. الغازات الناتجة من وحدة كلاوس عادة تسمى «الغازات المتخلفة» وتخضع لعمليات معالجة إضافية في وحدة معالجة الغازات المتخلفة لاستخلاص ما تسرب من المواد المحتوية على الكبريت وإعادتها إلى وحدة كلاوس. وكغيرها، فإن عملية معالجة الغازات المتخلفة يمكن أن تتم باستخدام طرق مختلفة منها المعالجة الأمينية. أما الغاز العادم الناتج من منشأة معالجة الغازات المتخلفة فيتم حرقه ويطلق إلى الهواء حيث يكون محتويا على الماء وثاني أكسيد الكربون.
بعد التخلص من الغازات الحامضية يرسل الغاز الطبيعي إلى وحدة التجفيف للتخلص من بخار الماء الموجود في الغاز. وتتم عملية التخلص من الماء إما بالامتصاص في مادة ثلاثي الغلايكول «TEG» أو الامتزاز بالضغط المتأرجح وهي عملية تعتمد على مواد ممتزة صلبة. في كلا العمليتين تجفف المادة المستخدمة للتخلص من الماء ويعاد استخدامها من جديد. وقد يلجأ إلى عمليات أخرى للتجفيف مثل استخدام الأغشية النافذة، والتي تسبب انخفاض أكبر في الضغط، أو التجفيف عند سرعات فوق صوتية، مثل عملية.«Twister Supersonic Separator»
بعد ذلك يزال الزئبق باستخدام عمليات امتزازية (كما يبين الرسم البياني بالأسفل) باستخدام مواد مثل الكربون المنشط أو مناخل جزيئية.
الخطوة التالية يتم فيها إزالة النيتروجين باستخدام إحدى الطرق الثلاثة الموضحة في الشكل البياني وهي:
- عملية التبريد العميق[12] التي تعتمد على التقطير على درجات حرارة منخفضة. ويمكن استخدام هذه الطريقة للتخلص من الهيليوم إذا لزم.
- عملية الامتصاص [13] باستخدام الزيت المفتقر أو مذيب خاص.
- عملية الامتزاز باستخدام الكربون المنشط أو المناخل الجزيئية كعوامل ممتزة. ويشار أن استخدام هذه العمليات محدود لما تحدثه من ضياع بعض البيوتان والهيدروكربونات الأثقل.

بعد ذلك، تكون عملية استخلاص الغاز الطبيعي والتي تتم في أغلب منشآت معالجة الغاز الكبيرة الحديثة بواسطة التقطير على درجات حرارة فائقة البرودة يتم فيها تخفيف الضغط الغاز باستخدام موسعات التربو قبل تقطيرها في برج تقطير إزالة الميثان. بعض المنشآت تستخدم الامتصاص بواسطة الزيت المفتقر بدلا من عملية التوسع الفائقة البرودة. و لكن هذه التقنية تعد قديمة و ليست بكفاءة التقنيات الأحدث.
الغاز الناتج بعد عملية استخلاص الغاز الطبيعي هو المنتج النهائي من الغاز الجاهز للتسويق للاستهلاك النهائي. في الغالب يكون هذا الغاز هو الميثان و يقد يحتوي أيضا على الإيثان. وجود الإيثان في منتج الغاز النهائي يعتمد على طريقة تصميم المصنع حيث يمكن أن يصمم لاسترجاع الإيثان أو إبقائه اعتماداً على حالة السوق و كمية الطلب على الإيثان الذي يعتبر مادة أولية للصناعات البتروكيماوية.
يمرر الغاز الطبيعي المستخلص من خلال منظومة تقطير تحتوي على ثلاثة أبراج تقطير بالتوالي: برج لاستخلاص الإيثان، حيث ينبعث غاز الإيثان من أعلى البرج ويرسل السائل المتجمع في أسفل البرج إلى برج استخلاص البروبان، حيث يأخذ البروبان من أعلى البرج ويرسل المتبقي إلى برج استخلاص البيوتان. الغاز المنبعث من هذا البرج عبارة عن مزيج من البيوتان والأيزوبيوتان، وما يخرج من أسفل البرج فخليط من البنتان وهيدروكربونات أخرى أثقل. يكوّن البروبان والبيوتان والبنتان والهيدروكربونات الأثقل، بعد تحليتها في وحدة ميركس لتحويل عناصر الميركبتان الضارة إلى ثنائيات الكبريت، بالإضافة إلى الإيثان الناتج الثانوي من الغاز الطبيعي.

## وصلات خارجية
- معالجة الغاز الطبيعي من موقع OilGasWiki
- معالجة الغاز الطبيعي مباديء وتقنية معالجة الغاز الطبيعي شرح تفصيلي ومعمق من د. يونغر من جامعة كالغاري في ألبرتا، كندا.
- معالجة الغاز الطبيعي (جزء من منشورات وكالة حماية البيئة الأمريكية).
- منشآت معالجة الغاز الطبيعي من موقع وزارة النقل الأمريكية.
- مصفاة (منشأة)